# Vladimír Helfert

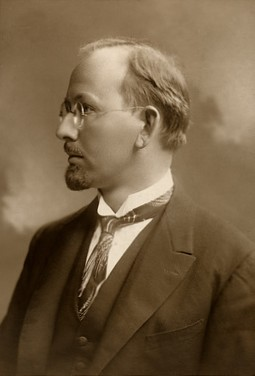
Vladimír Helfert (1886–1945)

Vladimír Helfert  (* 24. März 1886 in Planitz, Bezirk Klattau; † 18. Mai 1945 in Prag) war ein tschechischer Musikwissenschaftler, Pädagoge und Dirigent. Seit 1919 lebte er in Brünn, wo er Professor an der Masaryk-Universität war. Er forschte über die Musik des 18. Jahrhunderts sowie über Bedřich Smetana und Leoš Janáček und gründete in Brünn das Musikarchiv des Mährischen Landesmuseums und die Leoš-Janáček-Gesellschaft.

## Leben und Wirken
Sein Vater, Zdeněk Helfert (1849–1891), war Verwalter eines großen Gutes in Plánice (Pilsner Region) und Inspektor eines Anwesens des Adelsgeschlechts Paar in Bechyně. Nach dem frühen Tod des Vaters zog die Mutter mit den Kindern nach Prag, wo Vladimír das Gymnasium in Prag-Smíchov besuchte und im Jahr 1904 das Abitur ablegte. Im selben Jahr begann er sein Studium an der Karl-Ferdinands-Universität in Prag, wo er neben Geschichte und Geographie auch Ästhetik und Musikwissenschaft bei Otakar Hostinský studierte. Von 1906 bis 1907 verbrachte er ein Jahr in Berlin, um sein Studium an der Friedrich-Wilhelm-Universität bei renommierten Musikwissenschaftlern wie Johannes Wolf, Hermann Kretzschmar und Otto Stumpf fortzusetzen. Nach seiner Rückkehr nach Prag promovierte er 1908 bei Hostinský mit einer Dissertation über Hans Georg Benda und Jean-Jacques Rousseau. Gleichzeitig lernte er Klavier, Musiktheorie und Partiturspiel bei Bohumil Vendler, einem Schüler von Zdeněk Fibich. Helfert trat nicht öffentlich als Pianist auf, zeigte aber später seine Fähigkeiten als Dirigent.
Von 1910 bis 1919 unterrichtete er Geographie und Geschichte an der Prager Handelsakademie und arbeitete mit seinem Schwager Zdeněk Nejedlý bei der Zeitschrift Smetana. Nach der Gründung der Tschechoslowakei zog er nach Brünn und habilitierte sich 1921 an der neu gegründeten Masaryk-Universität im Fach Musikwissenschaft. Ab 1926 war er außerordentlicher Professor und ab 1931 ordentlicher Professor. Im Jahr 1919 gründete er das Musikarchiv des Mährischen Landesmuseums in Brünn.
Helfert war Mitbegründer und Mitherausgeber der Zeitschrift Hudební rozhledy (Musikalische Ausblicke, 1924–1928), initiierte 1934 die Notenedition Musica antiqua bohemica, die sich der Herausgabe böhmischer Musik des 18. Jahrhunderts widmete. 1938 gab er den ersten Band der Zeitschrift Musikologie heraus, von der nur der erste Jahrgang erschien. Ab 1933 war er zusammen mit Gracian Černušák (1882–1961) Herausgeber und Mitautor des Pazdírkův hudební slovník naučný (Pazdíreks Konversationslexikon der Musik). 1934 gründete er die Leoš-Janáček-Gesellschaft und veröffentlichte den ersten Band der Korrespondenz Janáčkův archiv (Janáčeks Archiv). Darüber hinaus engagierte er sich in der 1934 gegründeten Tschechoslowakischen Gesellschaft für Musikerziehung und verfasste zusammen mit Erich Steinhard die Abhandlung Histoire de la musique dans la république Tchécoslovaque anlässlich des internationalen Prager Kongresses dieser Gesellschaft im Jahr 1936.
In den 1930er Jahren näherte sich Helfert dem linksorientierten Kreis um die Zeitschrift Index an.  Nach der Okkupation der Tschechoslowakei und der Schließung der tschechischen Hochschulen im Jahr 1939 wurde er zunächst zwangsbeurlaubt, am 14. November 1939 verhaftet, jedoch 1942 schwer krank entlassen. Am 23. Juni 1944 wurde er erneut verhaftet, in Prag-Pankrác und im KZ Theresienstadt inhaftiert, wo er am 24. April 1945 befreit wurde. Kurz nach der Befreiung wurde bei ihm eine Typhusinfektion diagnostiziert und er starb kurze Zeit später in einem Prager Krankenhaus.

## Bedeutung

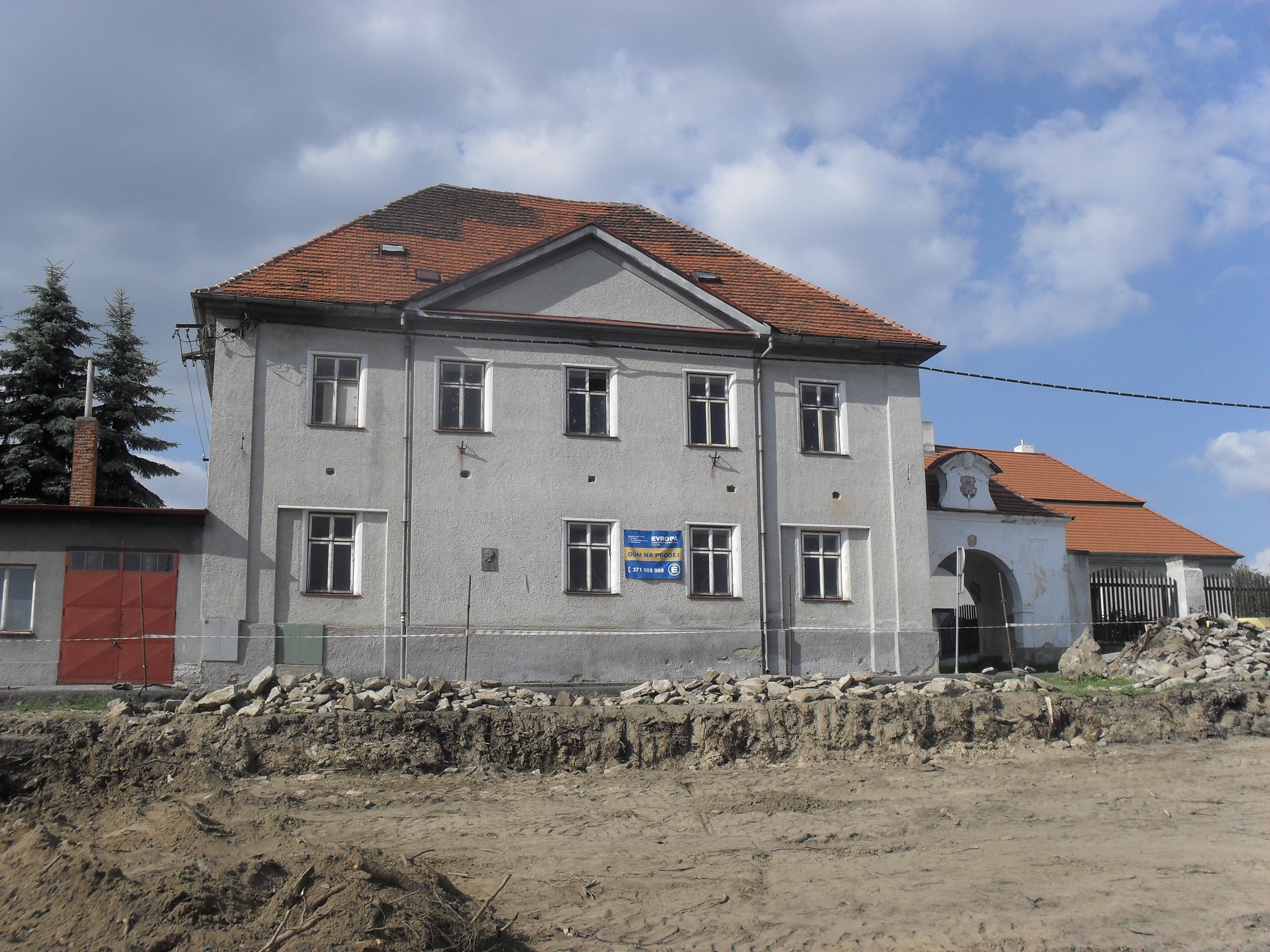
Das Geburtshaus in Plánice

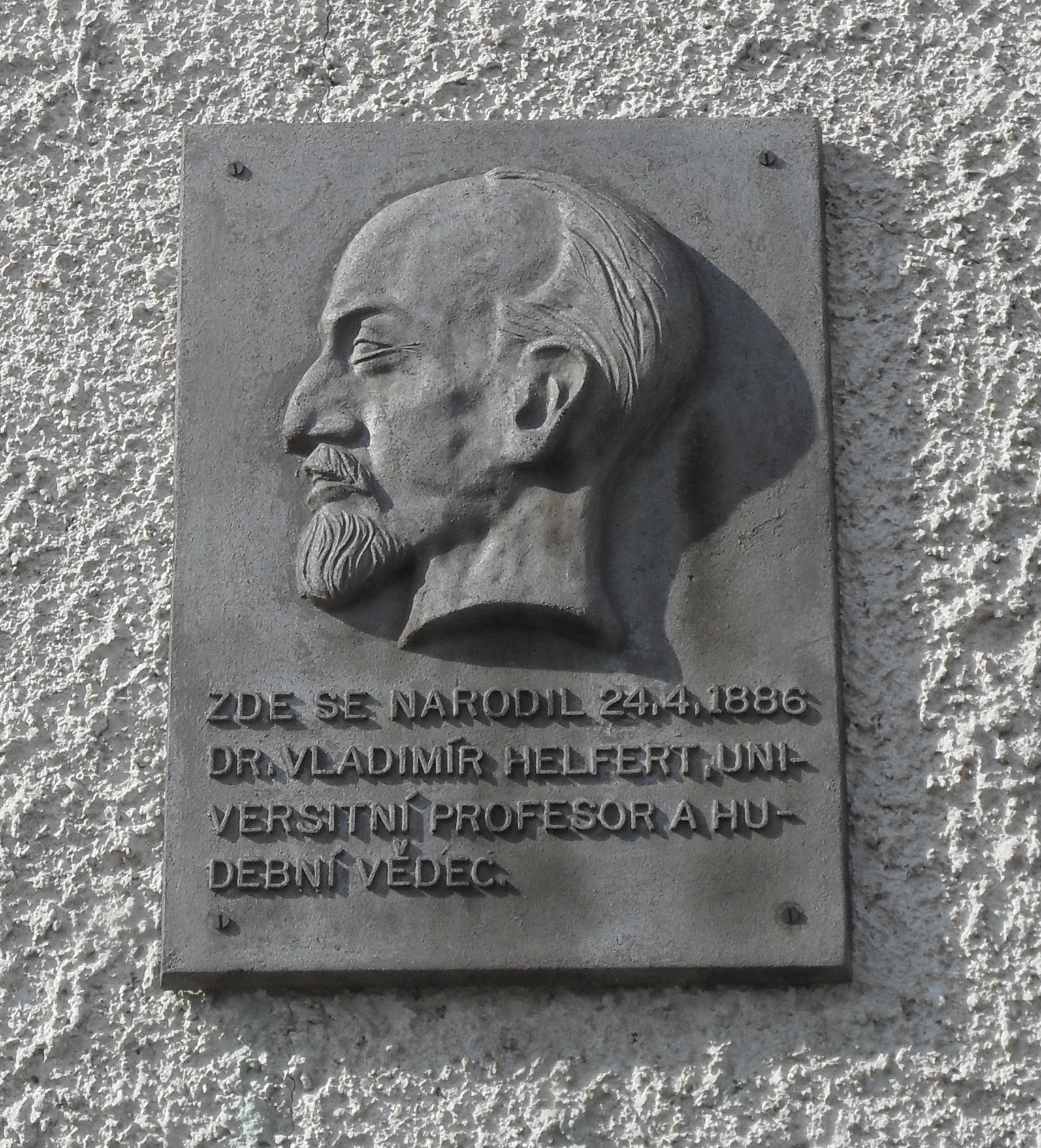
Gedenkplakette auf dem Geburtshaus in Plánice

Helferts wissenschaftliche Interessen waren breit gefächert, wobei er einen besonderen Schwerpunkt auf die Musik des 18. Jahrhunderts legte, insbesondere auf die Emigration böhmischer Musiker und deren Einfluss auf die Stilwandlungen um das Jahr 1750. Im ersten Band seiner geplanten mehrbändigen Monographie über Hans-Georg Benda (Jiří Benda, 1929) veröffentlichte er seine Forschungsergebnisse zur böhmischen musikalischen Emigration. Zu seinen ersten bedeutenden Arbeiten zählen die Forschungen zum Musikleben rund um das Schloss Jaroměřice der Herren von Questenberg in Südmähren und zum Wirken des dortigen Kapellmeisters František Antonín Míča (František Míča, 1924).
Helfert widmete sich intensiv der Musik von Bedřich Smetana. In Prag arbeitete er mit Zdeněk Nejedlý zusammen, dessen Bewunderung für Smetana er ebenso teilte wie dessen kritische Haltung gegenüber Antonín Dvořák und Leoš Janáček. Gemeinsam initiierten sie 1912 eine Kampagne, die den künstlerischen Wert der Werke Dvořáks in Frage stellte und ihm die bewusste, auf eine tschechische Nationalkultur ausgerichtete Konzeption Smetanas entgegensetzte. Mit seinem Brünner Amateurensemble Orchestrální sdružení (Orchestervereinigung) führte er 1923 erstmals Smetanas gesamten Zyklus Má vlast (Mein Vaterland) auf.
Nach seinem Umzug nach Brünn führten Helferts Forschungen über die mährische Folklore, die Musik älterer Epochen und die Beschäftigung mit Janáčeks Werken zu einer Änderung seiner Ansichten über Janáček. Helfert trug dazu bei, dass Janáček 1925 die Ehrendoktorwürde der Masaryk-Universität verliehen wurde und veröffentlichte zahlreiche Artikel über sein Werk. Er organisierte den Aufbau des umfangreichen Janáček-Archivs und veröffentlichte 1939 den ersten Band seiner Janáček-Biographie. Sein Engagement weckte das Interesse an Janáčeks erster Oper Šárka, was zu ihrer verspäteten Uraufführung 1925 in Brünn führte. Darüber hinaus untersuchte er in seiner Monografie Česká moderní hudba (1936) die Entwicklung der tschechischen Musik an der Wende vom 19. zum 20. Jahrhundert.
Als Lehrer setzte sich Helfert für eine umfassende musikwissenschaftliche Ausbildung ein und legte besonderen Wert auf Ästhetik, Psychologie und Soziologie. Er war auch ein bedeutender Akteur in der musikalischen Bildung und Öffentlichkeitsarbeit, hielt zahlreiche Vorträge und engagierte sich für die Verbesserung des Musikunterrichts in Tschechien. Seine Publikation Základy hudební výchovy na nehudebních školách (Grundlagen des Musikunterrichts an nicht-musikalischen Schulen) aus dem Jahr 1930 wurde zu einem wichtigen Standardwerk der Musikpädagogik. Er war Mitglied bedeutender Fachgremien, darunter der Tschechischen Akademie der Wissenschaften und Künste und der Staatlichen Prüfungskommission. Seine wissenschaftlichen Arbeiten und sein Engagement in der Musikwissenschaft haben die tschechische und europäische Musikforschung nachhaltig beeinflusst.

## Werke
Auswahl seine Werke:

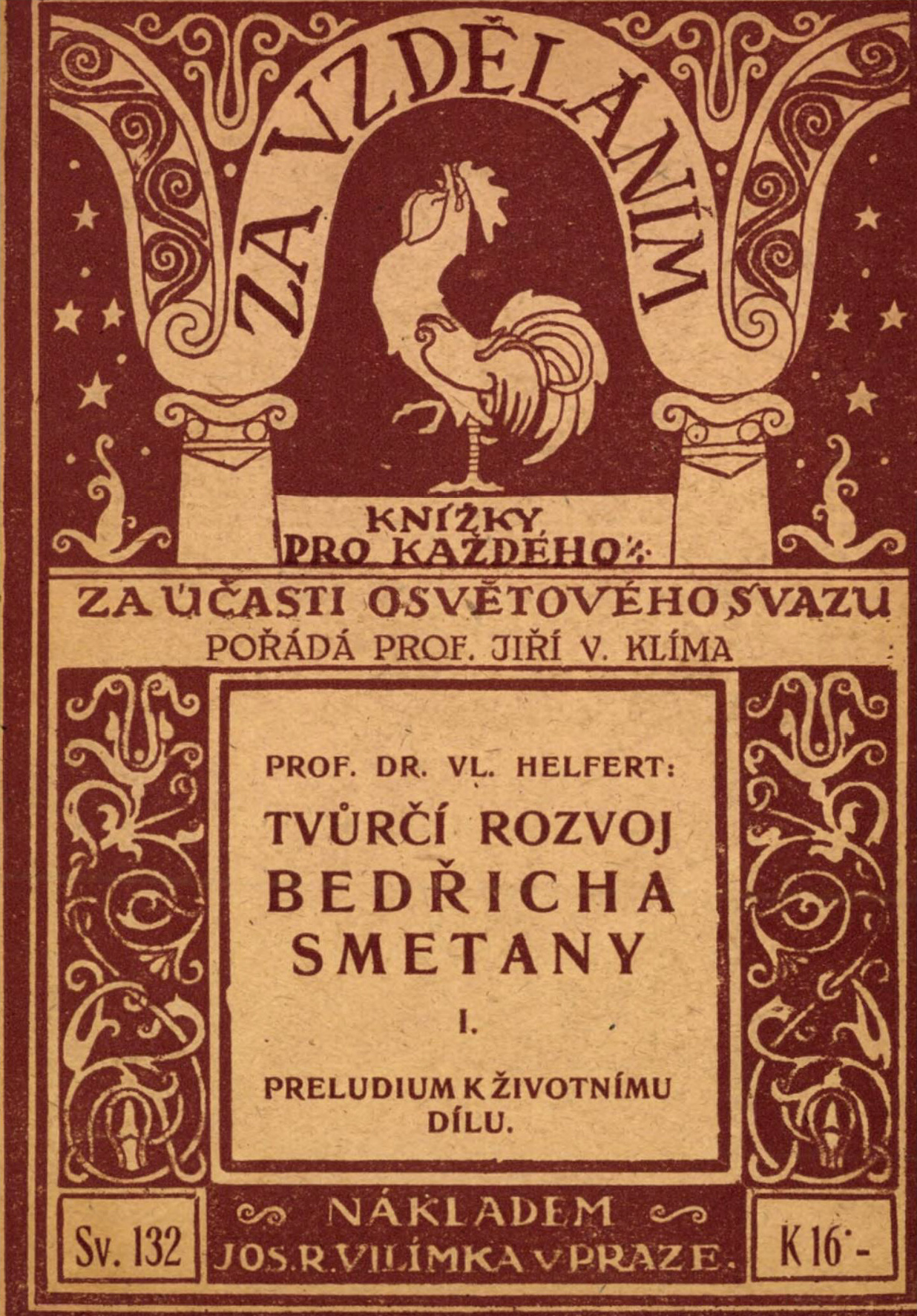
Helfert: Tvůrčí rozvoj Bedřicha Smetany. Titelblatt der Erstausgabe, Prag 1924.

- K dějinám melodramatu: Jiří Benda a Jean Jacques Rousseau (Zur Geschichte des Melodramas: Jiří Benda und Jean Jacques Rousseau, Dissertation, Praha 1908)
- Smetanismus a Wagnerianismus (Praha 1911)
- Hudební barok na českých zámcích. Jaroměřice za hraběte Jana Adama z Questenberku (Musikalischer Barock auf böhmischen Schlössern. Jaroměřice zur Zeit von Jan Adam von Questenberg, Praha 1916)
- Smetanovské kapitoly (Einige Kapitel über Smetana, Praha 1917, 2/1954)
- Naše hudba a český stát (Unsere Musik und der Tschechische Staat, Praha 1918, 2/1970)
- Zur Geschichte des Wiener Singspiels (Zeitschrift für Musikwissenschaft 5, 1922/23, Nr. 4/5, S. 194–209)
- Hudba na Jaroměřickém zámku: František Míča 1696–1745 (Musik auf dem Schloss Jaroměřice, Praha 1924)
- Bedřich Smetana (Brno 1924)
- Tvůrčí rozvoj Bedřicha Smetany (Die schöpferische Entwicklung von Bedřich Smetana, Praha 1924)
- Zur Entwicklungsgeschichte der Sonatenform (Archiv für Musikwissenschaft 7, 1925, Nr. 1, S. 117–146)
- Die Jesuitenkollegien der böhmischen Provinz zur Zeit des jungen Gluck (Festschrift für Johannes Wolf, Berlin, M. Breslauer 1929, S. 57–64)
- Jiří Benda: přispěvek k problému české hudební emigrace  (Georg Benda: Ein Beitrag zum Problem der böhmischen Musikemigration, Brno 1929–1934)
- hrsg. mit G. Černušák: Pazdírkův hudební slovník naučný  (Pazdíreks Konversationslexikon der Musik, Brno 1929–1941)
- Základy hudební výchovy na nehudebních školách (Grundlagen der musikalischen Erziehung an nicht-musikalischen Schulen, Praha 1930)
- Česká moderní hudba (Tschechische moderne Musik, Olomouc 1936)
- mit E. Steinhard: Histoire de la musique dans la république Tchécoslovaque  (Geschichte der Musik in der Tschechoslowakischen Republik, Praha 1936)
- Útok na Českou moderní hudbu (Der Angriff auf die moderne tschechische Musik, Olomouc 1937)
- Leoš Janáček: obraz životního a uměleckého boje (Leoš Janáček: ein Bild seines persönlichen und künstlerischen Kampfes, Brno 1939)
- O české hudbě (Über die tschechische Musik, Hrsg. B. Štědroň und I. Poledňák, Prag 1957)